# Doudeauville, Seine-Maritime

Doudeauville este o comună în departamentul Seine-Maritime, Franța. În 1 ianuarie 2022 avea o populație de 110 de locuitori.